# Équipe cycliste Fnix-SCOM-Hengxiang
L'équipe cycliste Fnix-SCOM-Hengxiang (officiellement Fnix-SCOM-Hengxiang Cycling Team) est une équipe cycliste chinoise, ayant le statut d'équipe continentale.

## Principales victoires

### Courses par étapes
- Tour de Chine II : 2019 (Lyu Xianjing)

### Championnats nationaux
- Championnats de Chine sur route : 3
  - Course en ligne : 2014 (Jingbiao Zhao), 2020 (Meiyin Wang) et 2023 (Ma Binyan)
- Championnats de Lettonie sur route : 1
  - Contre-la-montre : 2020 (Andris Vosekalns)

## Classements UCI
L'équipe participe aux épreuves des circuits continentaux et en particulier de l'UCI Asia Tour. Les tableaux ci-dessous présentent les classements de l'équipe sur les différents circuits, ainsi que son meilleur coureur au classement individuel.
UCI Asia Tour
| UCI Asia Tour | UCI Asia Tour          | UCI Asia Tour                             | UCI Asia Tour |
| Année         | Classement par équipes | Meilleur coureur au classement individuel |               |
| ------------- | ---------------------- | ----------------------------------------- | ------------- |
| 2011          | 67e                    | Wang Meiyin (321e)                        |               |
| 2012          | 47e                    | Wang Meiyin (91e)                         |               |
| 2013          | 30e                    | Wang Meiyin (31e)                         |               |
| 2014          | 43e                    | Wang Meiyin (46e)                         |               |
| 2015          | 25e                    | Wang Meiyin (101e)                        |               |
| 2016          | 22e                    | Wang Meiyin (69e)                         |               |
| 2017          | 16e                    | Ma Guangtong (58e)                        |               |
| 2018          | 36e                    | Liu Jianpeng (64e)                        |               |
| 2019          | 9e                     | Lyu Xianjing (2e)                         |               |
| 2020          | 7e                     | Lyu Xianjing (12e)                        |               |
| 2021          | 16e                    | -                                         |               |
| 2022          | 43e                    | -                                         |               |
| 2023          | 14e                    | Ma Binyan (61e)                           |               |
|               |                        |                                           |               |
| Source : UCI  |                        |                                           |               |

UCI Europe Tour
| UCI Europe Tour | UCI Europe Tour        | UCI Europe Tour                           | UCI Europe Tour |
| Année           | Classement par équipes | Meilleur coureur au classement individuel |                 |
| --------------- | ---------------------- | ----------------------------------------- | --------------- |
| 2018            | 139e                   | Andris Vosekalns (1589e)                  |                 |
| 2019            | -                      | Andris Vosekalns (1541e)                  |                 |
| 2020            | -                      | Andris Vosekalns (352e)                   |                 |
| 2021            | -                      | Andris Vosekalns (573e)                   |                 |
| 2022            | -                      | Andris Vosekalns (1732e)                  |                 |
|                 |                        |                                           |                 |
| Source : UCI    |                        |                                           |                 |

L'équipe est également classée au Classement mondial UCI qui prend en compte toutes les épreuves UCI et concerne toutes les équipes UCI.
| Classement mondial | Classement mondial     | Classement mondial                        | Classement mondial |
| Année              | Classement par équipes | Meilleur coureur au classement individuel |                    |
| ------------------ | ---------------------- | ----------------------------------------- | ------------------ |
| 2016               | -                      | Wang Meiyin (607e)                        |                    |
| 2017               | -                      | Ma Guangtong (639e)                       |                    |
| 2018               | -                      | Liu Jianpeng (694e)                       |                    |
| 2019               | 84e                    | Lyu Xianjing (146e)                       |                    |
| 2020               | 86e                    | Andris Vosekalns (428e)                   |                    |
| 2021               | 139e                   | Andris Vosekalns (728e)                   |                    |
| 2022               | 207e                   | Andris Vosekalns (2885e)                  |                    |
| 2023               | 100e                   | Cristian Raileanu (431e)                  |                    |
| 2024               | 147e                   | Māris Bogdanovičs (847e)                  |                    |
|                    |                        |                                           |                    |
| Source : UCI       |                        |                                           |                    |

## Hengxiang Cycling Team en 2022
| Cycliste         | Date de naissance | Nationalité | Équipe 2021                          |  |
| ---------------- | ----------------- | ----------- | ------------------------------------ |  |
| Han Jiajun       | 5 novembre 1999   | Chine       | Hengxiang Cycling Team               |  |
| Jiang He         | 8 novembre 1999   | Chine       | Hengxiang Cycling Team               |  |
| Ma Binyan        | 25 janvier 1999   | Chine       |                                      |  |
| Ma Guangtong     | 5 mai 1995        | Chine       | Hengxiang Cycling Team               |  |
| Ma Xinyang       | 15 janvier 2001   | Chine       | Hengxiang Cycling Team               |  |
| Miao Chengshuo   | 23 août 2000      | Chine       | Hengxiang Cycling Team               |  |
| Peng Xin         | 27 mars 2000      | Chine       | China Continental Team of Gansu Bank |  |
| Teng Geng        | 13 février 1999   | Chine       | Hengxiang Cycling Team               |  |
| Andris Vosekalns | 26 juin 1992      | Lettonie    | Hengxiang Cycling Team               |  |
| Wang Juanyong    | 11 avril 2000     | Chine       | Hengxiang Cycling Team               |  |
| Wang Meiyin      | 26 décembre 1988  | Chine       | Hengxiang Cycling Team               |  |